# 曹轩
曹轩（1985年7月2日—），是一名中国足球运动员，现效力中国足球超级联赛球队石家莊永昌，司职后卫。
曹轩出身于大连实德青年队，2000年转投浙江绿城青训系统。 2004年进入浙江绿城一线队，并帮助球队在2006年升级到中超联赛。